# Cómo funcionan las cosas
Cómo funcionan las cosas (The Way Things Work) es un libro escrito e ilustrado por David Macaulay. Busca servir como una introducción entretenida al funcionamiento de máquinas usadas en la vida cotidiana. Cubre máquinas tan simples como palancas y engranajes y tan complicadas como radiotelescopios y transistores. Uno de los aspectos más notables son sus ilustraciones: cada página consiste de uno o más diagramas describiendo la operación de la máquina en cuestión. Los diagramas son informativos y divertidos; la mayoría de ellos hacen analogías de la operación de la máquina con el movimiento de una manada de mamuts. El concepto del libro fue desarrollado posteriormente a un show animado, un CD-ROM interactivo y un juego de mesa.
- Datos: Q8353232